# TwinVQ
TwinVQ ist ein proprietäres Format zur verlustbehafteten Audiodatenkompression, das von der Nippon Telegraph and Telephone Corporation (NTT) entwickelt wurde. In den späten 1990er Jahren wurde die Technologie von Yamaha aufgekauft und unter dem Namen „SoundVQ“ in einem eigenen Encoder vermarktet. Die Dateinamenserweiterung ist .vqf. Das Format ist im Teil 3 des MPEG-4 Standards (ISO/IEC 14496-3) beschrieben.
TwinVQ benutzt eine einzigartige Technologie zur Codierung, die Vector-Quantisierung (VQ). Es unterstützt keine variablen, sondern nur konstante Bitraten bei 80, 96, 112, 128, 160 und 192 kbit/s, sowie höchstens zwei Kanäle (stereo). TwinVQ-Dateien sollen laut Hersteller etwa 30 bis 35 % kleiner sein als MP3-Dateien und eine ähnliche Qualität besitzen, allerdings existieren dafür keine Belege. Durch die höhere Komplexität soll eine höhere Prozessorlast zum Decodieren erforderlich sein.
Yamaha vermarktete TwinVQ als Alternative zu MP3, doch das Format wurde nie sehr bekannt. Das könnte an der proprietären Natur des Formates liegen – Programme anderer Anbieter waren rar, und Hardwareunterstützung fehlte. Mit dem Auftreten anderer MP3-Alternativen wurde TwinVQ aufgrund seiner Beschränkungen und der fehlenden Unterstützung durch Soft- und Hardware schnell überflüssig und gilt heute als tot. Allerdings ist es als eines von mehreren Audiodatenkompressionsverfahren im MPEG-4-Format verankert.
Manche Programme unterstützen immer noch TwinVQ. NTT unterhält auch noch eine Internetseite, auf der eine eigene Wiedergabe- und Codiersoftware zur Verfügung steht, Nero Burning ROM kann in TwinVQ codieren, Winamp unterstützt es über ein Zusatzmodul und auch mit foobar2000 kann man via Nero-Plug-in über Neros Codec TwinVQ-Dateien abspielen (Nero-Installation vorausgesetzt). Weitere Software, die TwinVQ unterstützte, jedoch nicht mehr weiterentwickelt wird, sind Yamahas Encoder und Spieler sowie der „K-Jöfol audio player“.
Das Format wurde 2009 vom FFmpeg-Projekt reverse-engineered, so dass die Dekodierung von vqf-Dateien von der Open-Source-Software Libavcodec unterstützt wird.